# Zemský okres Řezno
Zemský okres Řezno (německy Landkreis Regensburg) je okres v bavorském vládním obvodě Horní Falc. Sídlem správy je město Řezno, které však není jeho součástí, ale tvoří samostatný městský okres.

## Města a obce
| Města | Obce |
| --- | --- |
| 1. Hemau 2. Neutraubling 3. Wörth an der Donau Obce s tržním právem (Markt) 1. Beratzhausen 2. Donaustauf 3. Kallmünz 4. Laaber 5. Lappersdorf 6. Nittendorf 7. Regenstauf 8. Schierling | 1. Alteglofsheim 2. Altenthann 3. Aufhausen 4. Bach an der Donau 5. Barbing 6. Bernhardswald 7. Brennberg 8. Brunn 9. Deuerling 10. Duggendorf 11. Hagelstadt 12. Holzheim am Forst 13. Köfering 14. Mintraching 15. Mötzing 16. Obertraubling 17. Pentling 18. Pettendorf 19. Pfakofen 20. Pfatter 21. Pielenhofen 22. Riekofen 23. Sinzing 24. Sünching 25. Tegernheim 26. Thalmassing 27. Wenzenbach 28. Wiesent 29. Wolfsegg 30. Zeitlarn |

## Sousední okresy
| Růžice kompasu | Neumarkt in der Oberpfalz | Schwandorf | Cham            | Růžice kompasu |
| Růžice kompasu |                           | Sever      | Straubing-Bogen | Růžice kompasu |
| Růžice kompasu | Zemský okres Řezno        |            | Straubing-Bogen | Růžice kompasu |
| Růžice kompasu | Jih                       |            | Straubing-Bogen | Růžice kompasu |
| Růžice kompasu | Kelheim                   | Landshut   |                 | Růžice kompasu |